# Mayada El Hennawy
Mayada El Hennawy (en arabe : ميادة الحناوي) est une chanteuse syrienne (née le 8 octobre 1959 à Alep).
Née dans une famille chrétienne, Mayada Bent Bakri El Hennawy se lance dans la chanson dans les années 1970. Ses parents étaient mélomanes.
Elle a été bannie de l'Egypte durant le régime d'Anwar Sadat et Hosni Mubarak.

## Discographie sélective
- Bayent El Hob Aleya
- Ana Baasha'ak
- Ya Shouq
- Arfo Ezay
- Tobah
- Ghayart Hyati
- Ghalawet Al Oshaq
- Ana Baashaak
- El Hob Elli Kan
- El Layali